# Mangalarga marchador

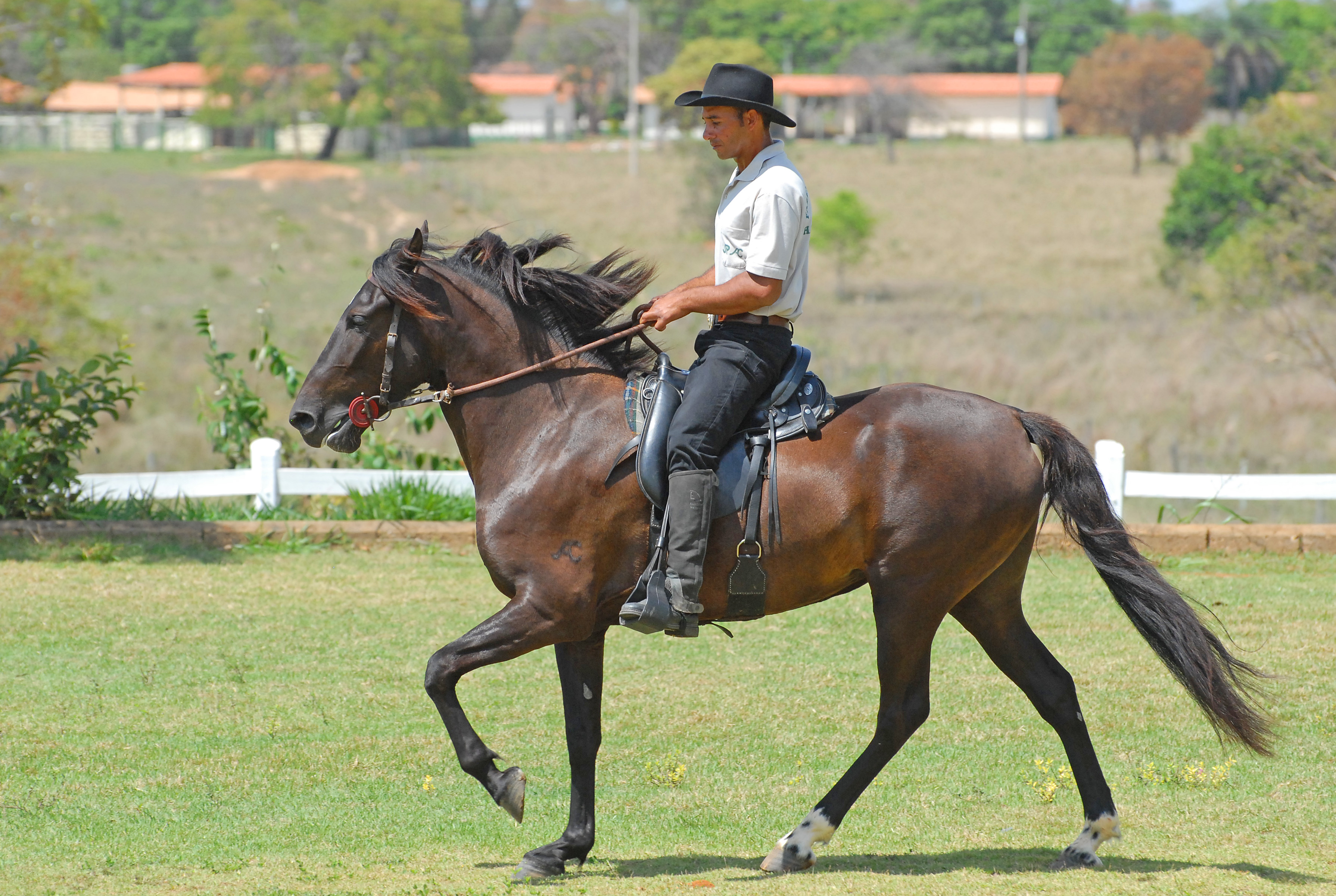
marcha picada

De mangalarga marchador is een gangenpaard afkomstig uit Brazilië met veel Spaans bloed in zijn afstamming.

## Geschiedenis
De geschiedenis van de mangalarga marchador begint bij de Baron van Alfenas in het huidige Cruzília. Hij kreeg de Portugese Alter Real-hengst Sublime van Peter I. Deze hengst kruiste hij met plaatselijke merries, afstammelingen van Andalusische, criollo- en hoofdzakelijk jennetmerries.
De afstammelingen van de Alter Real-hengst hebben de fokkerij van de hedendaagse mangalarga marchador vormgegeven.
In 1949 werd het Braziliaanse stamboek Associação Brasileira dos Criadores do Mangalarga Marchador (ABCMM) opgericht. Vandaag de dag zijn er 350.000 geregistreerde paarden en daarmee is het ras het op twee na grootste ter wereld. De geschiedenis van het ras is te bekijken in het Museu Nacional do Cavalo Mangalarga Marchador in Cruzília.
De mangalarga marchador wordt in Brazilië sterk gepromoot. In 2013 was het ras het thema voor de sambaschool Beija-Flor in het kader van het jaarlijkse carnaval.

## Kenmerken
De mangalarga marchador heeft een sterke en goed geproportioneerde bouw, gemiddelde grootte en edele uitdrukking. Hij heeft een licht afhangend, gespierd kruis.
De onderbouw moet flink zijn, zodat de ribbenboog een flink longvolume kan herbergen. De koten zijn sterk en elastisch. Staart en manen zijn zijdeachtig. De ogen zijn groot en sprekend. Opvallend zijn de middelgrote oren waarvan de toppen licht naar binnen staan.
De mangalarga marchador is verder een goed gespierd paard. De schofthoogte van een hengst is tussen de 1,47 meter en 1,57 meter en van een merrie tussen 1,40 meter en 1,54 meter. Bijna alle vachtkleuren zijn toegestaan, behalve cremello, perlino en albino. De meest voorkomende kleur is schimmel. Ook bont, in het Braziliaans pampa genoemd, komt steeds vaker voor.
De mangalarga marchador is een werkwillig paard. Hij is actief maar daarnaast ook rustig en niet snel onder de indruk. Het is een makkelijk paard om mee te werken zonder dat ze sloom zijn.

## Gangen
De mangalarga marchador is een gangenpaard. Dit houdt in dat hij, naast de stap, draf en galop nog een extra gang heeft. Deze gang heet de marcha. De marcha kent twee variëteiten, namelijk de marcha batida en de marcha picada. De marcha batida lijkt het meeste op de, voor de ijslander ongewenste, draftölt. De marcha picada is een echte viertaktgang. De beenzetting is bij beide typen gelijk. Laterale beenzetting wordt afgewisseld met diagonale beenzetting. Bij de batida is er een langere diagonale beenzetting, terwijl in de picada de laterale beenzetting overheerst. Naast de batida en de picada is er tegenwoordig ook de marcha media, ofwel de marcha ideal. Deze gang zit tussen de batida en de picada in. In Brazilië is deze gang nog niet ingeburgerd en er zijn dan ook, anders dan bij de batida en de picada, geen wedstrijden in. De telgang is overigens niet toegestaan.

## Gebruik
De extra gang maakt de mangalarga marchador tot een prettig rijpaard. In Brazilië wordt de mangalarga marchador, naast het dagelijkse werk op de boerderij, voor allerlei takken van paardensport gebruikt. Vanwege de prettige gang en het grote uithoudingsvermogen zijn ze onder andere geschikt voor endurance. Het is verder een veelzijdig en gemakkelijk rijpaard.